# Neo Rauch
Neo Rauch (18 d'abril de 1960, en Leipzig) és un pintor alemany contemporani.

## Biografia
Rauch va estudiar pintura a la Facultat de Gràfica i Art del Llibre de Leipzig, del 1981 al 1986, amb Arno Rink. De 1986 a 1990 va ser estudiant de màster amb Bernhard Heisig. Assistent d'Arno Rink a l'Acadèmia de Leipzig de 1993 a 1998, va ser professor de la universitat, del 2005 al 2009, i, del 2009 al 2014, professor honorari.
Rauch està casat amb la pintora Rosa Loy i viu a Markkleeberg, prop de Leipzig. Tenen un fill adult. Rauch treballa a l'antic Leipziger Baumwollspinnerei (fitura de cotó).

## Obra
Rauch pertany a la Nova Escola de Leipzig. Les seves pintures estan influenciades pel surrealisme, especialment Giorgio de Chirico i René Magritte, i el realisme socialista i els muralistes mexicans de mitjans del segle xx, soscavant la intersecció de la seva història personal amb la política d'alienació industrial.
La seva obra, molt valorada en el mercat i presentada en nombroses exposicions internacionals, va ser exposada a la Biennal de Venècia l'any 2001.